# 보령제약그룹
주식회사 보령은 제약업을 중심으로 제조업과 유통업을 아우르는 대한민국의 지주회사인 보령홀딩스이다. 또한, 보령컨슈머헬스케어의 대표 제품으로는 겔포스와 용각산 등이 있다.

## 연혁
- 1957년 10월 1일 서울 종로 5가에 김승호(金昇浩) 회장이 개업한 보령약국이 그룹의 모태다.
- 1963년 10월 1일 동영제약을 인수하고 보령약품(주)를 설립하였다.
- 1964년 1월 첫 제품인 오렌지 아스피린을 출시하였다.
- 1966년 2월 26일 보령제약(주)로 사명을 변경하였다.
- 1966년 12월 일본 용각산과의 라이센스 계약체결
- 1967년 6월 8일 일본 용각산과의 라이센스 기술제휴로 용각산 출시
- 1972년 프랑스 비오테락스과의 겔포스 기술도입 계약체결
- 1972년 스위스 메디알제약의 특허간장약 헤파리겐 수입 시판을 하였다
- 1974년 10월 10일 보령제약 안양공장 준공
- 1975년 6월 액체위장약 겔포스 생산 및 판매개시
- 1977년 7월 8일 보령제약 안양공장 침수발생 및 복구(그 당시 수도권만 강수량400mm 있였다)
- 1978년 일본 규신제약과의 심장약 구심 기술도입 계약제휴
- 1979년 심장약 구심 생산개시
- 1986년 종합광고대행사 킴즈양행(현 킴즈컴) 설립
- 1990년 종합 유통회사인 (주)보령을 설립
- 1995년 보령제약(주) CI 변경
- 1996년 정보통신회사 비알네트콤(현 네트콤) 설립
- 1999년 10월 1일 보령의 21세기 비전 NEO 21 선포
- 2000년 주성분 특허 액체위장약 겔포스엠 출시
- 2004년 보령제약 일반의약품사업부문(현,보령컨슈머헬스케어)을 신설
- 2007년 보령제약 창립50주년
- 2007년 혈전치료제 아스트릭스 출시(판매당시에 대한민국 판매1위)
- 2004년 보령제약 자회사인 보령수앤수(현 보령컨슈머헬스케어)를 설립하였다.
- 2008년 보령제약 2차 CI변경
- 2010년 2월 27일 키자니아 서울 내에 '병원' 체험관을 오픈하였다.
- 2017년 11월 보령제약 창립60주년 맞이 CI변경
- 2017년 3월 보령제약 예산신공장 신설 및 착공
- 2018년 해맞이 밎 100년 보령 Action! 진행(보령제약 본사 진행)
- 2018년 스틱형 액체위장약 겔포스엘 출시
- 2019년 4월 보령제약 예산 신공장(예산캠퍼스) 준공 및 시험가동
- 2019년 10월 예산신공장이 우수의약품제조관리기준(GMP)승인을 받았다.
- 2020년 1월 보령제약이 완전 자동화 생산시설인 예산캠퍼스 가동
- 2020년 9월 보령제약에 일반의약품판매부문을 분사하여 보령컨슈머헬스케어로 분할 설립하였다.

## 판매 제품
전문의약품
- 보령펜시럽
- 엘테닙정
- 엘오공정
- 토탈산트
- 비알빅스
- 라베맥스

## 사건 및 논란

### 유모차 수입 독점권
2012년 5월 중순쯤에 MBC 뉴스데스크에서 유모차 수입업체가 보령매디앙스라는 보도가 있었다.주요 내용은 유통, 판매권이 오직 보령에게 쏠리고 있어 논란이 일어나기도했다.